# Iván Azón
Iván Azón Monzón (Zaragoza, Aragón, 24 de diciembre de 2002) es un futbolista español que juega como delantero en el Como 1907 de la Serie A.

## Carrera
Comenzó jugando en Marianistas y luego en la U. D. Amistad antes de llegar al Real Zaragoza en edad alevín. El primer año de juveniles fue cedido a El Olivar. A su vuelta al equipo maño jugó la Liga Juvenil de la UEFA 2019-20.
Debuta en el Estadio Heliodoro Rodríguez López el 8 de noviembre de 2020 en el partido que enfrentaría al Real Zaragoza, como visitante, contra el Club Deportivo Tenerife, correspondiente a la 11.ª jornada de la Segunda División. Entraría al terreno de juego sustituyendo a Luca Zanimacchia en el minuto 46, en un partido que finalizaría con derrota para los visitantes y la posterior destitución del entrenador blanquillo Rubén Baraja. Tras disputar cinco partidos con el primer equipo con un mínimo de 45 minutos jugados en cada uno de ellos pasó a formar parte automáticamente de la plantilla del primer equipo del Real Zaragoza hasta 2024 debido a una cláusula de su contrato.
En la temporada 2021-22 disputó 35 encuentros de liga, marcando 7 goles. El 30 de junio de 2022 amplió su contrato hasta 2025 y pasó a llevar el dorsal número 9. Cuatro meses antes de quedar libre, y tras 150 partidos con el primer equipo en los que anotó 27 goles, fue traspasado al Como 1907.

## Selección nacional
Fue convocado junto con su compañero de equipo Alejandro Francés con la selección de fútbol sub-19 de España para unos entrenamientos en Marbella.

## Estadísticas
Actualizado al último partido disputado el 26 de enero de 2025.
| Club                      | Div.          | Temporada     | Liga  | Liga  | Copas nacionales | Copas nacionales | Total | Total |
| Club                      | Div.          | Temporada     | Part. | Goles | Part.            | Goles            | Part. | Goles |
| ------------------------- | ------------- | ------------- | ----- | ----- | ---------------- | ---------------- | ----- | ----- |
| Deportivo Aragón · España | 3.ª           | 2020-21       | 2     | 0     | ―                | ―                | 2     | 0     |
| Deportivo Aragón · España | Total club    | Total club    | 2     | 0     | 0                | 0                | 2     | 0     |
| Real Zaragoza · España    | 2.ª           | 2020-21       | 30    | 3     | 2                | 1                | 32    | 4     |
| Real Zaragoza · España    | 2.ª           | 2021-22       | 35    | 7     | 2                | 0                | 37    | 7     |
| Real Zaragoza · España    | 2.ª           | 2022-23       | 19    | 3     | 0                | 0                | 19    | 3     |
| Real Zaragoza · España    | 2.ª           | 2023-24       | 36    | 5     | 1                | 0                | 37    | 5     |
| Real Zaragoza · España    | 2.ª           | 2024-25       | 24    | 7     | 1                | 1                | 25    | 8     |
| Real Zaragoza · España    | Total club    | Total club    | 144   | 25    | 6                | 2                | 150   | 27    |
| Como 1907 · Italia        | 1.ª           | 2024-25       | 0     | 0     | ―                | ―                | 0     | 0     |
| Como 1907 · Italia        | Total club    | Total club    | 0     | 0     | 0                | 0                | 0     | 0     |
| Total carrera             | Total carrera | Total carrera | 146   | 25    | 6                | 2                | 152   | 27    |
| 1.                        |               |               |       |       |                  |                  |       |       |